# District Kosjechablski
District Kosjechablski (Russisch: Кошеха́бльский райо́н) is een district in het noordoosten van de Russische autonome republiek Adygea. Het district heeft een oppervlakte van 606,7 vierkante kilometer en een inwonertal van 30.422 in 2010. Het administratieve centrum bevindt zich in Kosjechabl.
Bestuurlijk centrum: Majkop

Stad: Adygejsk

Districten: Giaginski · Kosjechablski · Krasnogvardejski · Majkopski · Sjovgenovski · Tachtamoekajski · Teoetsjezjski